# Włodzimierz Cimoszewicz
Włodzimierz Cimoszewiczⓘ (ur. 13 września 1950 w Warszawie) – polski polityk i prawnik, doktor nauk prawnych. Prezes Rady Ministrów w latach 1996–1997.
W latach 1993–1995 wicepremier oraz minister sprawiedliwości i prokurator generalny w rządzie Waldemara Pawlaka, w latach 1995–1996 wicemarszałek Sejmu II kadencji, w latach 1996–1997 przewodniczący Komitetu Integracji Europejskiej, w latach 2001–2005 minister spraw zagranicznych w rządach Leszka Millera oraz Marka Belki, w 2005 marszałek Sejmu IV kadencji.
Poseł na Sejm X, I, II, III i IV kadencji (1989–2005), senator VII i VIII kadencji (2007–2015) oraz poseł do Parlamentu Europejskiego IX kadencji (2019–2024). Kandydat na urząd prezydenta RP w wyborach w 1990 oraz w wyborach w 2005.

## Życiorys

### Wykształcenie i praca zawodowa
Jest absolwentem XIX Liceum Ogólnokształcącego im. Powstańców Warszawy w Warszawie (1968). W 1972 ukończył studia na Wydziale Prawa i Administracji Uniwersytetu Warszawskiego. W 1978 uzyskał stopień doktora nauk prawnych (ze specjalizacją w zakresie prawa międzynarodowego publicznego). W latach 1972–1985 pracował jako asystent, a potem adiunkt w Zakładzie Organizacji Międzynarodowych Instytutu Prawa Międzynarodowego WPiA UW. Od 1980 do 1981 był stypendystą Programu Fulbrighta na Uniwersytecie Columbia w Nowym Jorku.
W 2006 został zatrudniony jako wykładowca na Uniwersytecie w Białymstoku, gdzie pracował w Katedrze Prawa Międzynarodowego na Wydziale Prawa.

### Działalność polityczna w PRL
Karierę polityczną rozpoczął jako działacz organizacji młodzieżowych. W latach 1965–1973 był członkiem Związku Młodzieży Socjalistycznej oraz członkiem Zrzeszenia Studentów Polskich. Wiosną 1973, po zjednoczeniu ZMS, ZSP i Związku Młodzieży Wiejskiej w Socjalistyczny Związek Studentów Polskich, został mianowany przewodniczącym rady uczelnianej tej organizacji na UW. W 1971 wstąpił do Polskiej Zjednoczonej Partii Robotniczej. Podczas pracy na uczelni był sekretarzem komitetu uczelnianego partii. W 1985 wycofał się z aktywności politycznej, przenosząc się do Kalinówki Kościelnej na Podlasiu, gdzie objął gospodarstwo rolne swoich teściów.
W 1980 miał zostać zarejestrowany przez funkcjonariuszy Służby Bezpieczeństwa jako kontakt operacyjny, a następnie wyrejestrowany w 1984. W swoich oświadczeniach lustracyjnych zaprzeczał, by był tajnym współpracownikiem służb specjalnych PRL. Sąd Apelacyjny w Warszawie w 2001 prawomocnie uznał, że złożył oświadczenie zgodne z prawdą.
Do czynnej działalności politycznej wrócił po zmianach zapoczątkowanych obradami Okrągłego Stołu. W wyborach parlamentarnych w 1989 został wybrany posłem na Sejm kontraktowy z ramienia PZPR.

### Działalność polityczna w III RP

#### Lata 1990–1996
Wystartował jako kandydat Socjaldemokracji Rzeczypospolitej Polskiej w pierwszych demokratycznych i powszechnych wyborach prezydenckich w Polsce w 1990. Uzyskał 9,21% głosów (1 514 025 głosów), zajmując 4. miejsce.
Mandat poselski sprawował od 1989 do 2005, kandydując w 1991, 1993, 1997 i 2001 z ramienia Sojuszu Lewicy Demokratycznej. W latach 1990–1991 był przewodniczącym Parlamentarnego Klubu Lewicy Demokratycznej. Nie wstąpił do utworzonej w 1990 SdRP, a w 1991 odmówił objęcia funkcji przewodniczącego klubu parlamentarnego SLD, uzasadniając tę decyzję sprzeciwem wobec objęcia mandatu poselskiego przez Leszka Millera, zamieszanego w sprawę tzw. pożyczki moskiewskiej. Od 1992 do 1996 był członkiem Zgromadzenia Parlamentarnego Rady Europy. W 1999 wstąpił do nowo powołanej partii, Sojuszu Lewicy Demokratycznej.
W rządzie Waldemara Pawlaka objął stanowisko wiceprezesa Rady Ministrów oraz ministra sprawiedliwości. Funkcje te pełnił od 26 października 1993 do 6 marca 1995. Był inicjatorem rządowych działań antykorupcyjnych zapamiętanych pod hasłem „czyste ręce”. W wyniku kontroli ujawnił w październiku 1994 nazwiska osób, które pełniły funkcje rządowe i jednocześnie zasiadały w radach nadzorczych spółek prawa gospodarczego.
Po zmianie rządu w 1995 został wybrany na wicemarszałka Sejmu. Funkcję tę sprawował do 1996. Po objęciu urzędu prezydenta RP przez Aleksandra Kwaśniewskiego przejął po nim stanowisko przewodniczącego Komisji Konstytucyjnej Zgromadzenia Narodowego (na 2 miesiące).

#### Prezes Rady Ministrów (1996–1997)
Po dymisji Józefa Oleksego z funkcji premiera Aleksander Kwaśniewski powierzył Włodzimierzowi Cimoszewiczowi 1 lutego 1996 utworzenie nowego gabinetu, który został powołany 7 lutego. Z czasu tzw. powodzi tysiąclecia z lipca 1997 zapamiętano wypowiedź premiera na temat braku ubezpieczeń u poszkodowanych. Premier uznał ją później za niefortunną i publicznie przeprosił ofiary powodzi urażone jego sformułowaniem: to jest kolejny przypadek, kiedy potwierdza się, że trzeba być przezornym i trzeba się ubezpieczać, a ta prawda jest ciągle mało powszechna.
W październiku 1996 został przewodniczącym (urząd w randze ministra) nowo utworzonego Komitetu Integracji Europejskiej, odpowiedzialnego za przygotowanie Polski do negocjacji akcesyjnych z Unią Europejską. Funkcję tę pełnił do 31 października 1997.

#### Lata 1997–2005
Po odejściu z urzędu nadal zasiadał w Sejmie. 19 października 2001, po dojściu do władzy koalicji SLD-UP-PSL, objął stanowisko ministra spraw zagranicznych w rządzie Leszka Millera. Razem z premierem 16 kwietnia 2003 w Atenach w imieniu Polski sygnował traktat o przystąpieniu Rzeczypospolitej Polskiej do Unii Europejskiej. Stanowisko ministra spraw zagranicznych pełnił następnie w pierwszym i drugim rządzie Marka Belki od 2 maja 2004 do 5 stycznia 2005, kiedy to został odwołany z urzędu w związku z kandydowaniem na marszałka Sejmu.
W 2004 był jednym z twórców projektu uchwały „Dość złudzeń”, zgłoszonej przez Marka Borowskiego w trakcie krajowej konwencji SLD. W uchwale tej grupa dziesięciu polityków partii, skrytykowała wewnętrzne działania sojuszu. Wkrótce wszyscy poza nim wystąpili z SLD, przechodząc do nowo powstałej Socjaldemokracji Polskiej. W lipcu 2005 Włodzimierz Cimoszewicz zrezygnował z ubiegania się o miejsce w parlamencie następnej kadencji, rezygnując z aktywności partyjnej.
5 stycznia 2005 po przyjęciu przez Sejm rezygnacji Józefa Oleksego z funkcji marszałka Sejmu Włodzimierz Cimoszewicz został wybrany na trzeciego z kolei marszałka Sejmu IV kadencji. Jego kontrkandydatem był Józef Zych, którego pokonał stosunkiem głosów 223:219.

#### Wybory prezydenckie w 2005

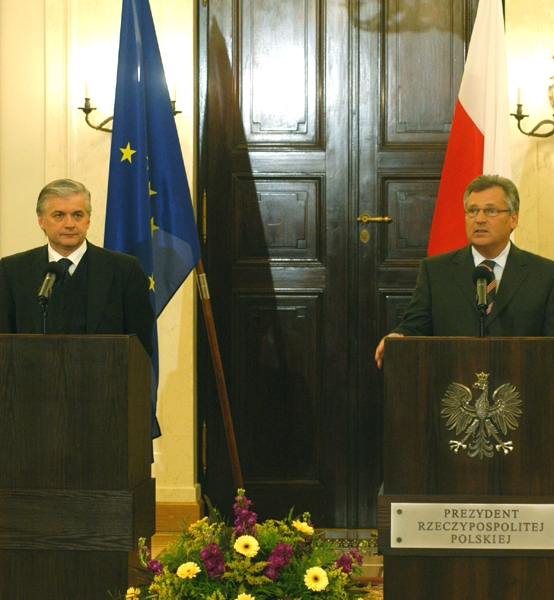
Marszałek Włodzimierz Cimoszewicz i prezydent Aleksander Kwaśniewski

18 maja 2005 ogłosił publicznie, że nie będzie kandydował na urząd prezydenta w wyborach w tym samym roku. Jednak 28 czerwca zmienił zdanie i zadeklarował swój start w tych wyborach. Swoją decyzję uzasadnił wpływem wyborców. Do zmiany deklaracji o zakończeniu kariery politycznej namawiał go także prezydent Aleksander Kwaśniewski oraz Stowarzyszenie „Ordynacka”.
Choć pozostał członkiem SLD i jego klubu poselskiego, wystartował jako kandydat niezależny. 3 lipca na konwencji wyborczej SLD uzyskał poparcie tej partii w wyborach, wsparły go też Unia Lewicy III RP, Federacja Młodych Socjaldemokratów i fundacja Jolanty Kwaśniewskiej „Porozumienie bez barier”. Szefem komitetu wyborczego została Jolanta Kwaśniewska, szefową sztabu wyborczego posłanka Katarzyna Piekarska.
Po ogłoszeniu kandydatury został wezwany przed komisję śledczą ds. PKN Orlen. Do przesłuchania doszło 30 lipca. W efekcie śledczy deklarowali możliwość postawienia przesłuchiwanego przed Trybunałem Stanu, do czego nie doszło.
14 września 2005 Włodzimierz Cimoszewicz ogłosił rezygnację z kandydowania na urząd prezydenta oraz wycofanie się z życia publicznego, podając jako powody tej decyzji ataki ze strony oponentów politycznych na niego samego i jego rodzinę. Bezpośrednio wpłynęła na to sprawa Anny Jaruckiej.

#### Działalność od 2005

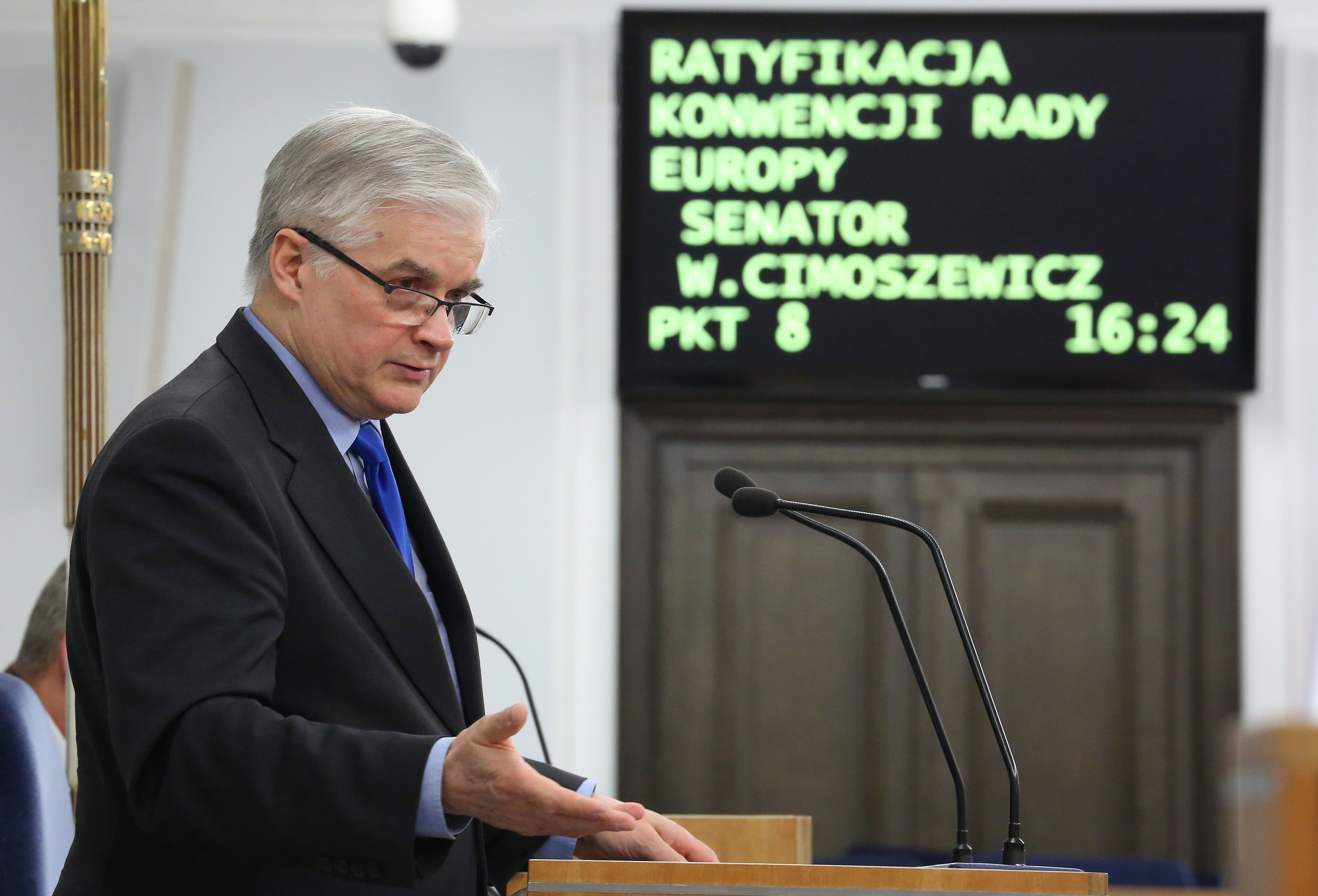
Włodzimierz Cimoszewicz podczas 71. posiedzenia Senatu (2015)

W wyborach parlamentarnych w 2007 kandydował do Senatu z ramienia KWW Cimoszewicz do Senatu. Uzyskał mandat w okręgu białostockim jako jedyny kandydat niezależny liczbą 175 839 głosów.
Na początku marca 2009 Rada Ministrów zgłosiła jego kandydaturę na stanowisko sekretarza generalnego Rady Europy. 15 kwietnia odbyło się przesłuchanie, w którym wzięli udział także jego konkurenci: Luc Van den Brande, Mátyás Eörsi i Thorbjørn Jagland, który razem z Włodzimierzem Cimoszewiczem przeszedł do drugiej tury wyborów. Odbyła się ona 29 września 2009, a Włodzimierz Cimoszewicz przegrał z byłym norweskim premierem stosunkiem głosów 80:165.
W czerwcu 2010 przed pierwszą turą wyborów prezydenckich poparł kandydaturę Bronisława Komorowskiego.
W wyborach parlamentarnych w 2011 ponownie dostał się do Senatu z ramienia KWW Cimoszewicz do Senatu. Przystąpił do Koła Senatorów Niezależnych. W Senacie VIII kadencji został przewodniczącym Komisji Spraw Zagranicznych. W grudniu 2011 został skreślony z listy członków SLD.
W 2015 podjął współpracę z grupą zajmującą się zwalczaniem korupcji w ramach Agencji Modernizacji Ukrainy. Zrezygnował z kandydowania w wyborach parlamentarnych w tym samym roku.
W wyborach w 2019 uzyskał mandat eurodeputowanego, startując z pierwszego miejsca na liście Koalicji Europejskiej w okręgu wyborczym nr 4 jako kandydat SLD, zdobywając 219 677 głosów (15,86% głosów w okręgu). W Parlamencie Europejskim zasiadł w grupie Postępowego Sojuszu Socjalistów i Demokratów oraz Komisji Spraw Zagranicznych. Nie przystąpił do powołanej w styczniu 2021 delegacji Nowej Lewicy (złożonej z członków SLD i Wiosny), pozostając wraz z Markiem Belką i Leszkiem Millerem w dotychczasowej delegacji, która przyjęła nazwę Lewica dla Europy.
Został członkiem Komitetu Wspierania Muzeum Historii Żydów Polskich Polin w Warszawie. W kolejnych wyborach do Parlamentu Europejskiego bezskutecznie kandydował z pierwszego miejsca na liście Lewicy w okręgu nr 13.

## Wyniki wyborcze
| Wybory | Komitet wyborczy                          | Komitet wyborczy                          | Organ                            | Okręg           | Wynik             |
| ------ | ----------------------------------------- | ----------------------------------------- | -------------------------------- | --------------- | ----------------- |
| 1989   |                                           | Polska Zjednoczona Partia Robotnicza      | Sejm X kadencji                  | nr 10           | 23 398 (18,69%)   |
| 1989   | 34 952 (52,56%)                           | Polska Zjednoczona Partia Robotnicza      | Sejm X kadencji                  | nr 10           |                   |
| 1990   |                                           | Ogólnopolski KW Włodzimierza Cimoszewicza | Prezydent RP                     | Prezydent RP    | 1 514 025 (9,21%) |
| 1991   |                                           | Sojusz Lewicy Demokratycznej              | Sejm I kadencji                  | nr 25           | 52 677 (16,35%)   |
| 1993   | Sejm II kadencji                          | Sojusz Lewicy Demokratycznej              | nr 4                             | 51 710 (20,34%) |                   |
| 1997   | Sejm III kadencji                         | Sojusz Lewicy Demokratycznej              | nr 4                             | 53 958 (20,67%) |                   |
| 1998   | Sejmik Województwa Podlaskiego I kadencji | Sojusz Lewicy Demokratycznej              | nr 5                             | 23 436 (39,91%) |                   |
| 2001   | Sojusz Lewicy Demokratycznej – Unia Pracy | Sejm IV kadencji                          | nr 24                            | 71 819 (18,06%) |                   |
| 2007   |                                           | KWW Cimoszewicz do Senatu                 | Senat VII kadencji               | nr 23           | 175 839 (37,86%)  |
| 2011   | Senat VIII kadencji                       | KWW Cimoszewicz do Senatu                 | nr 61                            | 39 095 (49,83%) |                   |
| 2019   |                                           | Koalicja Europejska                       | Parlament Europejski IX kadencji | nr 4            | 219 677 (15,86%)  |
| 2024   |                                           | Lewica                                    | Parlament Europejski X kadencji  | nr 13           | 52 828 (6,96%)    |

## Odznaczenia i wyróżnienia
Ordery i odznaczenia
- Order zasługi (Grecja, 1997)[45]
- Krzyż Wielki Orderu Narodowego Zasługi (Francja, 1997)[45]
- Order Białej Gwiazdy I klasy (Estonia, 2002)[46]
- Xirka Ġieħ ir-Repubblika (Malta, 2002)[47]
- Krzyż Wielki Orderu św. Michała i św. Jerzego (Wielka Brytania, 2004)[48]
- Krzyż Wielki Orderu „Za Zasługi dla Litwy” (Litwa, 2005)[49]

Nagrody i wyróżnienia
Został uhonorowany tytułem doktora honoris causa Uniwersytetu Południowej Karoliny (1997) oraz Appalachian State University (1998). W 2009 otrzymał Medal Zasłużony dla Tolerancji przyznany przez Fundację Ekumeniczną „Tolerancja”.

## Życie prywatne
Jest synem Mariana i Teresy. Matka pochodziła z Wołynia, zaś ojciec urodził się w Symbirsku. Marian Cimoszewicz był zawodowym wojskowym; w latach 1940–1943 służył w Armii Czerwonej w stopniu sierżanta, ukończył szkołę podoficerów radiotechnicznych w Rostowie i kurs oficerów oświatowych; od 1943 służył w Wojsku Polskim. Był pracownikiem Wojskowej Akademii Technicznej na stanowisku szefa informacji wojskowej, następnie zatrudniony w Wojskowej Służbie Wewnętrznej. Włodzimierz Cimoszewicz zawarł związek małżeński z Barbarą Aponowicz. Ma dwoje dzieci: Małgorzatę i Tomasza.
Od 1985 prowadził 20-hektarowe gospodarstwo rolne w Kalinówce Kościelnej. W 2001 wydzierżawił gospodarstwo w Hajnówce, w którym następnie zamieszkał. Deklaruje się jako ateista.
W 2019 zdiagnozowano u niego nowotwór. W grudniu tego samego roku poinformował, że został wyleczony.